# Kolonia Metelin
Kolonia Metelin (dawn. Metelin-Kolonia) – część wsi Metelin w Polsce położona w województwie lubelskim, w powiecie hrubieszowskim, w gminie Hrubieszów.